# Alcimochthes
Alcimochthes är ett släkte av spindlar. Alcimochthes ingår i familjen krabbspindlar.
Kladogram enligt Catalogue of Life:
| Alcimochthes | \| \| Alcimochthes limbatus \| \| \| \| \| \| Alcimochthes melanophthalmus \| \| \| \| |
|              | \| \| Alcimochthes limbatus \| \| \| \| \| \| Alcimochthes melanophthalmus \| \| \| \| |
|              | Alcimochthes limbatus                                                                  |
|              |                                                                                        |
|              | Alcimochthes melanophthalmus                                                           |
|              |                                                                                        |

## Bildgalleri

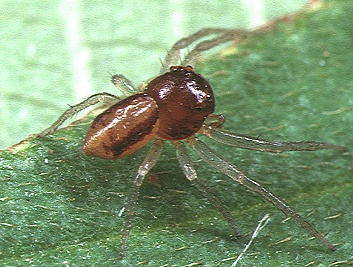